# 格林珀爾河
50°17′51.5″N 11°22′0″E / 50.297639°N 11.36667°E

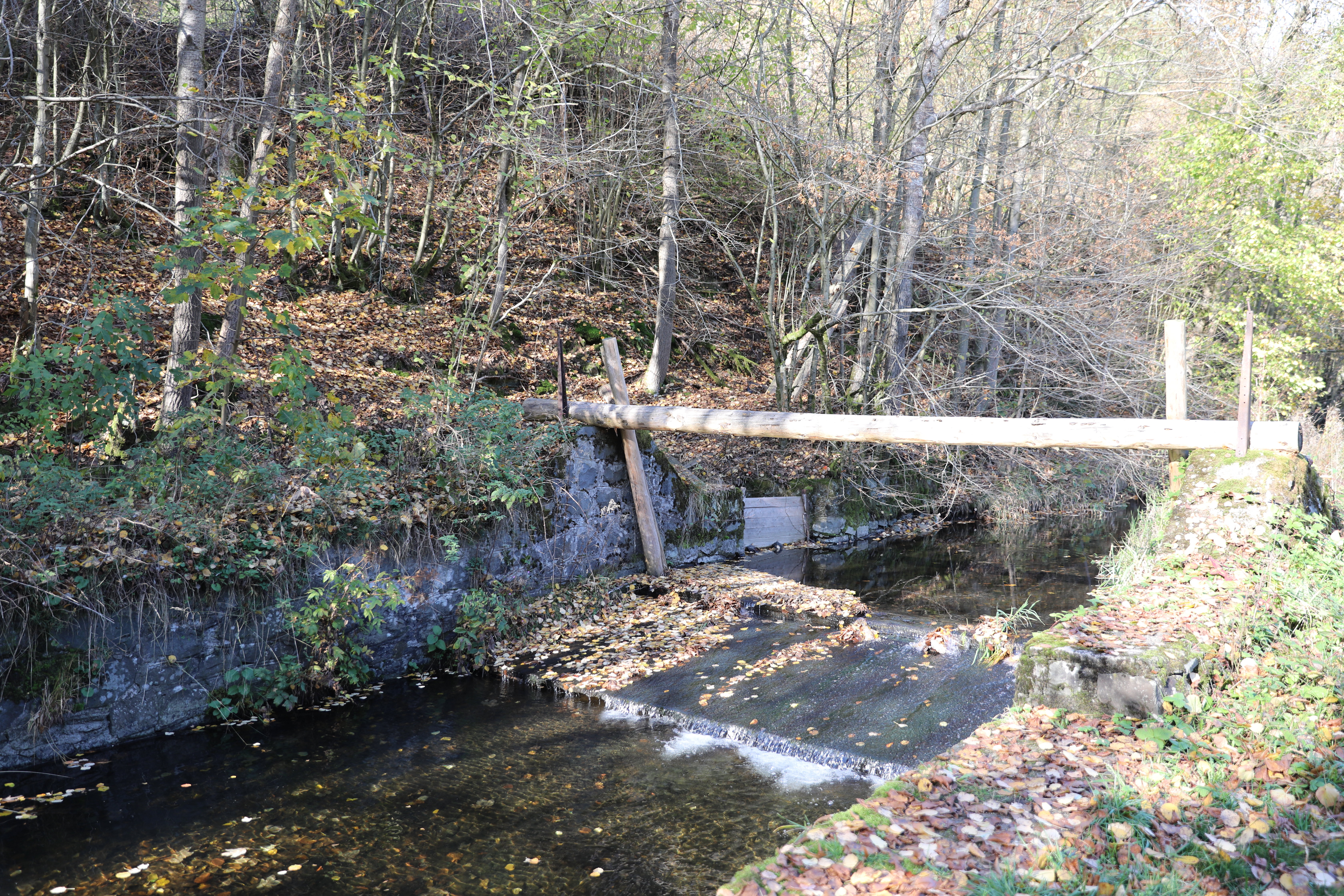
格林珀爾河

格林珀爾河（德語：Grümpel），是德國的河流，位於該國東南部，由巴伐利亞負責管轄，在威廉斯塔爾附近與克雷姆尼茨河匯流成為克羅納赫河，河道全長12.5公里。